# The Dufay Collective
The Dufay Collective es un grupo británico de música antigua fundado en 1987. Está especializado en música medieval y renacentista. Su nombre está basado en el compositor renacentista Guillaume Dufay. Como su nombre sugiere, es un grupo de músicos que trabajan juntos, sin director.
Los miembros actuales son:
- Paul Bevan (trombón, sacabuche, percusión, flauta dulce, salterio)
- Giles Lewin (viela, rabel, guitarra renacentista, shawm)
- Bill Lyons (shawm, flauta dulce, dulzaina, flauta, gaitas)
- Susanna Pell (viola da gamba, viela, percusión)
- Peter Skuce (arpa, órgano portátil, clave, percusión)

Además todos los miembros también cantan.

## Discografía
- 1991 - A L'Estampida. Medieval dance music. Continuum CCD1042. Avie AV0015.
- 1994 - A Dance in the Garden of Mirth. Medieval instrumental music. Chandos CHAN9320.
- 1995 - Miri It Is. Songs and instrumental music from medieval England. Chandos CHAN9396.
- 1996 - Johnny, Cock thy Beaver. Popular music-making in 17th century England. Chandos CHAN9446.
- 1997 - On the Banks of the Seine. Music of the trouvères. Chandos CHAN9544.
- 1997 - Miracles. 13th century Spanish songs in Praise of the Virgin Mary. Chandos CHAN9513.
- 2002 - Cancionero. Music for the Spanish Court 1470-1520. (Propuesto para los premios Grammy). Avie AV0005.
- 2005 - Music for Alfonso the Wise. Harmonia Mundi USA HMU 907390.
- 2008 - The Play of Daniel. A Medieval Drama. Harmonia Mundi HMU 90 7479.

El grupo también ha colaborado en las siguientes bandas sonoras de películas: 
- Hamlet
- The Affair of the Necklace
- A Knight's Tale
- Harry Potter y el Prisionero de Azkaban.